# Hadja Maffire Bangoura
Pour les articles homonymes, voir Bangoura.
Hadja Maffire Bangoura morte en 1968, était une militante guinéenne.

## Activités professionnelle
Tailleur de profession, Bangoura était politiquement active parmi les femmes soussou des quartiers Sandervalia et Boulbinet de Conakry.
En 1953, elle dirige l'un des premiers groupes à soutenir Ahmed Sékou Touré.
Elle est devenue un membre influent du parti démocratique de Guinée, et a également occupé des postes au bureau politique national et au gouvernement.